# Taeyang
Đây là một tên người Triều Tiên, họ là Dong..
Dong Young-bae (tiếng Hàn: 동영배; Hanja: 董詠培; Hán-Việt: Đổng Vịnh Bồi; sinh ngày 18 tháng 5 năm 1988), thường được biết đến với nghệ danh Taeyang (tiếng Hàn: 태양; Hanja: 太陽; Hán-Việt: Thái Dương nghĩa là "mặt trời" trong tiếng Hàn) hoặc Sol (sử dụng ở Nhật Bản), là một nam ca sĩ, nhạc sĩ người Hàn Quốc. Taeyang bắt đầu thực tập tại YG Entertainment vào năm 12 tuổi. Sau sáu năm tập luyện, anh ra mắt với tư cách là thành viên nhóm nhạc nam Big Bang vào năm 2006.
Sau khi phát hành một số EP và album cùng Big Bang, Taeyang khởi đầu sự nghiệp solo vào năm 2008 với EP Hot. Vào năm 2010, anh phát hành album phòng thu đầu tiên Solar. Alubm phòng thu thứ hai Rise đạt vị trí thứ 112 trên bảng xếp hạng Billboard 200 của Hoa Kỳ, trở thành album xếp hạng cao nhất trong các album của nghệ sĩ solo Hàn Quốc từng được xếp hạng. Bài hát chủ đề của album "Eyes, Nose, Lips" đạt vị trí số một trên bảng xếp hạng Billboard K-pop Hot 100 và là đĩa đơn đầu tiên của anh đạt được vị trí này.

## Sự nghiệp

### 2006–2008: Khởi đầu sự nghiệp và ra mắt vớiBig Bang
Dong Young-bae sinh ra và lớn lên tại Uijeongbu, GyeongGi-Do, Hàn Quốc. Anh chập chững đến với âm nhạc nhờ cây đàn piano. Khi gia đình gặp khó khăn về kinh tế, Young-bae liền nghĩ cách ra ngoài kiếm tiền để phụ giúp cha mẹ. Anh được tuyển chọn để đóng vai Sean ngày nhỏ cùng với Maddie trong video âm nhạc "A-yo" của JinuSean vào năm 2001. Sau đó anh thử giọng thành công và được nhận vào hãng thu âm YG Entertainment làm thực tập sinh. Tại đây anh gặp người bạn thực tập sinh Kwon Jiyong. Anh và Jiyong sau đó kết hợp tạo thành bộ đôi GDYB (khi đó Youngbae mang nghệ danh YBTaekwon). Vào năm 2003, Youngbae góp giọng trong đoạn rap của đĩa đơn "Player" từ album thứ hai của Wheesung.
Mặc dù YG Entertainment lên kế hoạch cho Youngbae ra mắt cùng Jiyong với tư cách thành viên của bộ đôi GDYB, tuy nhiên sau đó họ đã hủy bỏ dự định này. Thay vào đó, hai người cùng bốn người khác gồm Choi Seunghyun, Kang Daesung, Lee Seunghyun và Jang Hyunseung tạo thành nhóm nhạc nam Big Bang. Quá trình thành lập nhóm được quay thành phim tài liệu và phát trên truyền hình. Tuy nhiên trước khi nhóm chính thức ra mắt, Hyunseung bị loại và đội hình cuối cùng của nhóm gồm năm thành viên. Cùng với việc lựa chọn nghệ danh Taeyang (nghĩa là mặt trời), Youngbae cũng từ bỏ rap để tập trung vào hát. Album đầu tiên của họ, Bigbang Vol.1, tỏ ra khá thành công, trong đó bao gồm cả ca khúc bài hát solo đầu tiên của Taeyang, "Ma Girl". Tuy nhiên nhóm chỉ thực sự đột phá với sự ra mắt ca khúc "Lies" trong mini album đầu tiên Always, ca khúc đứng đầu gần như mọi bảng xếp hạng ngay sau khi phát hành. Các đĩa đơn tiếp theo, "Last Farewell" trong mini album thứ hai Hot Issue và "Haru Haru" trong Stand Up, cũng lần lượt đứng đầu các bảng xếp hạng trong nước.

### 2008–2012: Sự nghiệp solo vàSolar

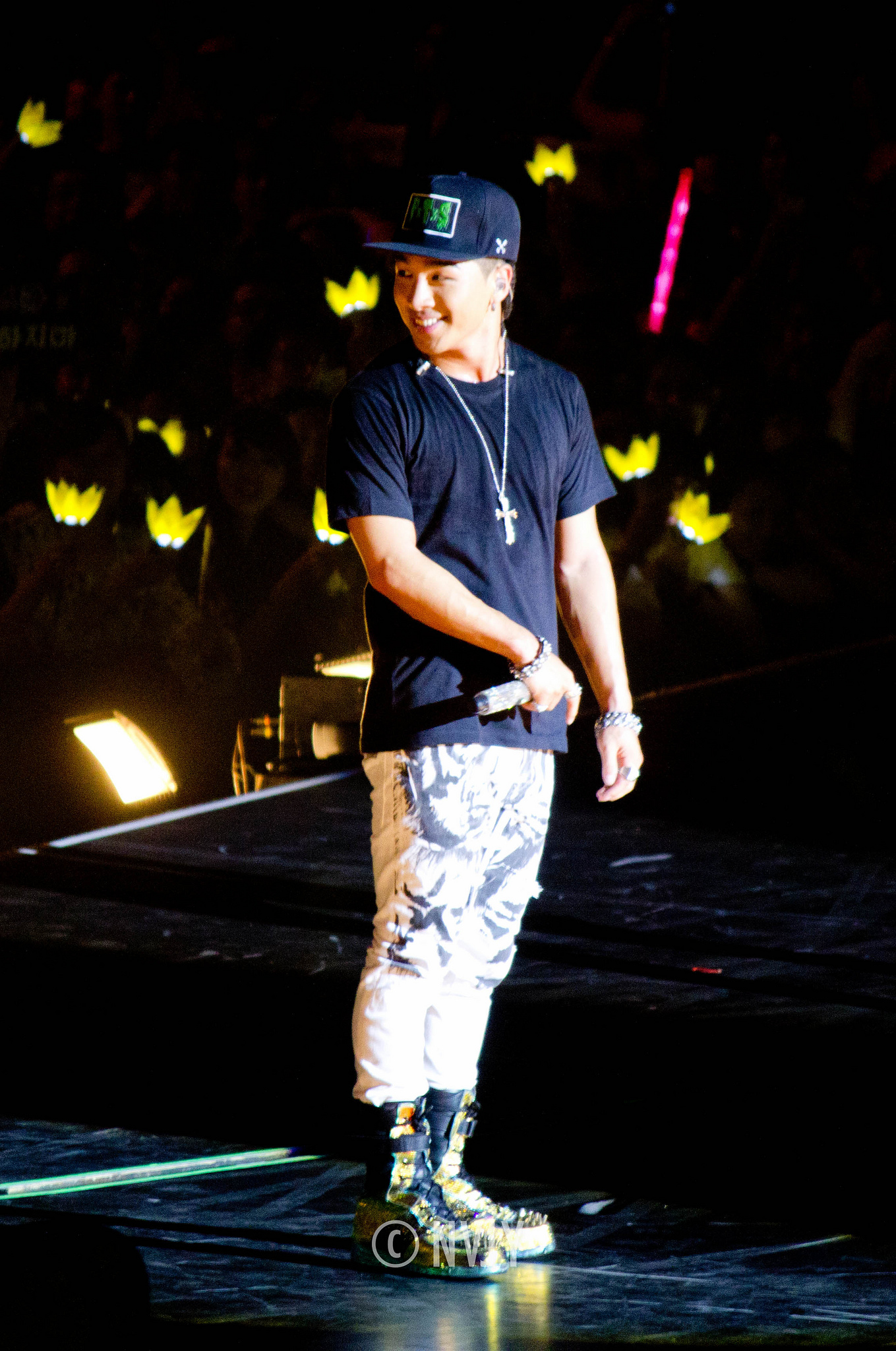
Taeyang biểu diễn trong Alive World Tour năm 2012

Sau khi góp mặt trong album của Lexy, Taeyang dự định ra mắt album solo đầu tiên. Mặc dù dự định ra mắt vào tháng 9 năm 2008, album buộc phải lùi lại so với kế hoạch do vướng lịch diễn với ban nhạc. Taeyang ra mắt mini album đầu tay mang tên Hot vào ngày 22 tháng 5 năm 2008, với đội ngũ sản xuất bao gồm Teddy Park của 1TYM, Yang Hyun-suk, Kush, và thành viên cùng nhóm, G-Dragon. Cùng với việc vượt qua khuôn khổ hip-hop của Big Bang, Taeyang chủ yếu đưa những ca khúc có xu hướng R&B vào album của anh và khẳng định đây là phong cách chính của anh. Tuy nhiên anh tỏ ra khá thất vọng vì không tự mình viết bất kì một ca khúc nào cả. Anh sau đó nói rằng anh sẽ làm điều này trong tương lai để có thể biểu đạt và tích hợp đầy đủ những suy nghĩ, tình cảm và ý tưởng của chính anh vào âm nhạc mà anh tạo ra.
Đĩa đơn đầu tiên được phát hành là "Only Look At Me" (Tiếng Triều Tiên: 나만 바라봐, Romaja: Naman Barabwa), một ca khúc R&B do Teddy và Kush sáng tác. Anh nhận được nhiều lời khen ngợi từ giới phê bình cho ca khúc này. G-Dragon sau đó thu âm "phần hai" của "Only Look At Me". Đĩa đơn thứ hai được phát hành là "Prayer" (Tiếng Triều Tiên: 기도, Romaja: Gido) với sự góp mặt của Teddy Park. Đi kèm với hai đĩa đơn là các video âm nhạc được đăng tải trên kênh YouTube chính thức của Taeyang. Để quảng bá cho album, anh cũng tổ chức buổi hòa nhạc mang tên Hot. Sau đó, Taeyang nhận hai giải tại Korean Music Awards lần thứ 7: Bài hát R&B/Soul hay nhất cho "Only Look At Me" và Album R&B/Soul hay nhất.
Trong phần lớn năm 2009, Taeyang tham gia vào các hoạt động của nhóm và thu âm ca khúc "Lollipop" với Big Bang và nhóm nhạc nữ cùng hãng đĩa, 2NE1. Anh cùng Big Bang tới Nhật Bản quảng bá cho album tiếng Nhật thứ hai của nhóm. Sau khi kết thúc các hoạt động, anh trở lại phòng thu để chuẩn bị cho các hoạt động solo tiếp theo. Taeyang phát hành đĩa đơn kĩ thuật số đầu tiên của anh, "Where U At", và một đĩa đơn khác mang tên "Wedding Dress". "Wedding Dress" được bầu chọn ở vị trí thứ 3 trong cuộc thăm dò ý kiến của một kênh phát thanh Hà Lan.
Album phòng thu đầu tiên của Taeyang, Solar được chính thức ra mắt vào ngày 1 tháng 7 năm 2010. Album bao gồm hai phiên bản, bản thường "Regular Edition" và bản đặc biệt "Deluxe Edition". Bản thường có 11 ca khúc, trong khi bản đặc biệt được giới hạn trong 30,000 bản và có 13 bài hát, bao gồm thêm "Only Look At Me" và "Prayer" trong EP Hot. Trong ngày đầu tiên album "Solar" của Taeyang ra mắt, 30.000 bản đặc biệt của album được tiêu thụ một cách chóng vánh. Album sau đó được phát hành trên iTunes và xếp ở vị trí số hai trên bảng xếp hạng các album R&B/Soul hàng đầu của iTunes tại Hoa Kỳ và số một tại Canada, đưa anh trở thành nghệ sĩ châu Á đầu tiên làm được điều này. Hai đĩa đơn "I Need A Girl" và "I'll Be There" cũng được phát hành để quảng bá cho album. Thành công của Solar giúp Taeyang giành hai giải "Nghệ sĩ nam xuất sắc nhất" tại Mnet Asian Music Awards 2010 và Seoul Music Awards.

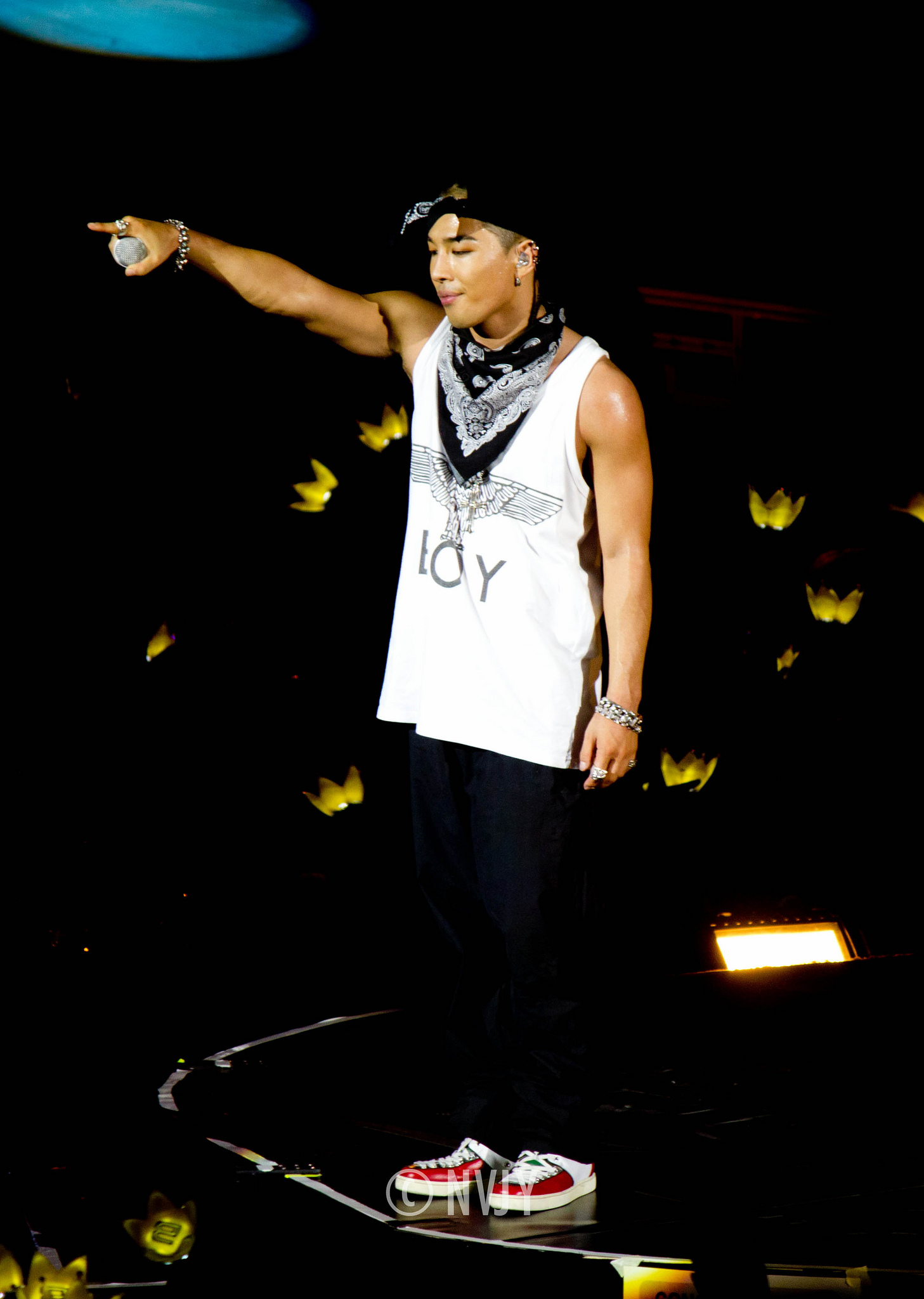
Taeyang biểu diễn tại Alive World Tour vào tháng 9 năm 2012

Sau khi cùng Big Bang trở lại Hàn Quốc và ra mắt mini album thứ tư mang tên Tonight. Tuy nhiên các hoạt động của nhóm bị đình trệ sau tai nạn xe hơi của Daesung và việc G-Dragon dính líu tới cần sa. Anh cùng Big Bang tham dự MTV EMA 2011 và giành chiến thắng ở hạng mục Best Worldwide Act. Năm 2012 chứng kiến sự trở lại thành công của Big Bang với mini album thứ năm Alive khi họ giành giải thưởng "Nghệ sĩ của năm" tại Mnet Asian Music Awards 2012. Taeyang cũng cùng nhóm tham gia chuyến lưu diễn thế giới đầu tiên Alive Galaxy Tour 2012 đi qua 21 thành phố thuộc 13 quốc gia và vùng lãnh thổ.

### 2013-2014:Rise
Vào ngày 8 tháng 11 năm 2013, Taeyang ra mắt đĩa đơn "Ringa Linga", sản phẩm âm nhạc solo đầu tiên kể từ album Solar. Vào ngày 17 tháng 5 năm 2014, YG thông báo rằng album phòng thu mới mang tên Rise của Taeyang sẽ ra mắt vào ngày 2 tháng 6 năm 2014. Sau khi Rise được phát hành, album vươn lên vị trí số một trên tất cả các bảng xếp hạng tại Hàn Quốc và vị trí số một trên bảng xếp hạng album của iTunes tại 10 quốc gia (top 50 tại 21 quốc gia). Rise cũng đạt vị trí số một trên các bảng xếp hạng album R&B/Soul của iTunes tại 19 quốc gia bao gồm Hoa Kỳ, Anh Quốc, Canada, Australia, Nga, Hồng Kông, và Đan Mạch (top 50 tại 25 quốc gia). Rise trở thành album K-pop xếp hạng cao thứ ba và cũng là album K-pop xếp hạng cao nhất của một nghệ sĩ solo tại Billboard khi bắt đầu ở vị tri thứ 112 trên Billboard 200, số một trên Billboard World Albums Chart và số 1 trên Heatseekers Albums Chart.
Sau đó, Tae Yang bắt tay vào chuyến lưu diễn đầu tay Rise World Tour để phát hành album, ghé thăm 9 quốc gia và 16 thành phố ở châu Á bắt đầu vào tháng 8 năm 2014. Chuyến lưu diễn kết thúc vào đầu năm 2015 với sự tham dự của hơn 100.000 người hâm mộ. Tại lễ trao giải MAMA 2014, Tae Yang đã giành giải Nam nghệ sĩ xuất sắc nhất, Trình diễn giọng hát hay nhất và Ca khúc của năm cho "Eyes, Nose, Lips". Tae Yang hợp tác với G-Dragon vào tháng 11 năm 2014 để phát hành bài hát "Good Boy" cho dự án hip hop mới của YG Entertainment.

### 2015-2016:Fear
Vào năm 2015, Tae Yang tham gia lễ hội âm nhạc Infinite Challenge diễn ra hai năm một lần cùng với trưởng nhóm G-Dragon. Bộ đôi đã hợp tác với ZE: A's Hwang Kwanghee và phát hành đĩa đơn "Mapsosa", đứng ở vị trí thứ hai trên Bảng xếp hạng kỹ thuật số Gaon. Cùng năm đó, anh xuất hiện trên Show Me The Money của Mnet và là ca sĩ khách mời trong đĩa đơn "Fear" của Song Min-ho, được sáng tác bởi Zico trong vòng bán kết, trở thành một trong những đĩa đơn bán chạy nhất trong năm.

### 2017-nay: White Night và chuyến lưu diễn thứ hai
Vào tháng 1 năm 2017, YG Entertainment đã thông báo rằng Tae Yang đang làm việc cho album mới của mình, bên cạnh các buổi hòa nhạc solo. Tae Yang bắt đầu chuyến lưu diễn thế giới thứ hai của mình, White Night, với các buổi hòa nhạc tại sân vận động ở Nhật Bản. Hai buổi biểu diễn đầu tiên được tổ chức tại Sân vận động Chiba Marine và có sự tham gia của 50.000 người, sau đó là hai buổi biểu diễn tại Sân bóng chày Công viên Thể thao Kobe. Chuyến lưu diễn được tổ chức tới 19 thành phố trên khắp thế giới, bao gồm các điểm dừng ở Bắc Mỹ, với các buổi hòa nhạc tại tám thành phố trên khắp Canada và Hoa Kỳ.
Album phòng thu thứ ba của Tae Yang, White Night, được phát hành vào ngày 16 tháng 8 năm 2017 với hai đĩa đơn chính "Darling" và "Wake Me Up". "Darling" đã đứng vị trí thứ 10 trên Bảng xếp hạng kỹ thuật số Gaon trong khi "Wake Me Up" đã xếp hạng ở vị trí thứ năm trên Bài hát kỹ thuật số thế giới của Billboard. Ngoài ra, album đã xuất hiện ở vị trí số một trong Album kỹ thuật số thế giới của Billboard, và vẫn là tuần tiếp theo trên bảng xếp hạng này, đưa Tae Yang trở thành nghệ sĩ K-Pop solo thứ hai có album làm điều đó. Trong bảng xếp hạng album Gaon của Hàn Quốc, album đạt vị trí thứ ba, với hơn 57.000 bản được bán vào tháng 8.

## Đời sống cá nhân
Taeyang từng học tai Trường Trung học Nghệ thuật Truyền thống Seoul Hàn Quốc và Đại học Daejin về Sân khấu & Điện ảnh.
Anh là một tín đồ đạo Thiên chúa ngoan đạo với những hình xăm thánh giá trên lưng và bên sườn.
Vào ngày 2 tháng 6 năm 2015, báo chí đưa tin Taeyang và nữ diễn viên Min Hyo-rin đã hẹn hò với nhau được hai năm. Cặp đôi lần đầu gặp nhau khi Taeyang quay video âm nhạc cho bài hát "1AM" vào năm 2013.. Cả hai đã kết hôn vào ngày 3 tháng 2 năm 2018 sau 4 năm yêu nhau. Vào ngày 27 tháng 9 năm 2021, Hyo-rin hạ sinh, hai người có với nhau 1 người con.

## Danh sách đĩa nhạc

### Album phòng thu
- Solar (2010)
- Rise (2014)
- White Night (2017)

### Mini album
- Hot (2008)

### Đĩa đơn
- "Ma Girl" (2006)
- "Only Look At Me" (2008)
- "Where U At" (2009)
- "Wedding Dress" (2009)
- "I'll Be There" (2010)
- "Ringa Linga" (2013)
- "Eyes, Nose, Lips" (2014)

Đĩa đơn hợp tác
- Good Boy với G-Dragon (2014)

### Album tổng hợp
- Rise + Best Collection [Phiên bản giới hạn] (2014)

### Album trực tiếp
- Hot Live Concert Tour (DVD) (2008)
- Solar Live Concert Tour (DVD) (2010)
- Rise Japan Tour 2014 (DVD) (2015)

## Các bài hát được xếp hạng

### Các đĩa đơn
| Năm  | Đĩa đơn                                         | Vị trí cao nhất | Số lượng bán ra | Album               |
| ---- | ----------------------------------------------- | --------------- | --------------- | ------------------- |
| Năm  | Đĩa đơn                                         | [ 34 ]          |                 | Album               |
| 2006 | "My Girl" (Taeyang solo)                        | 12              | -               | Since 2007          |
| 2008 | "Prayer" (hợp tác với Teddy) ("기도" Gido)      | 3               | 1.112.172       | Hot                 |
| 2008 | "Only Look at Me" ("나만 바라봐" Naman barabwa) | 1               | 3.881.447       | Hot                 |
| 2008 | "Ma Girl" (Phiên bản tiếng Nhật) (Taeyang solo) | 14              | -               | With U              |
| 2009 | "Where U At"                                    | 3               | 1.054.074       | Solar               |
| 2009 | "Wedding Dress" ("웨딩드레스" Wedingdeureseu)   | 1               | 2.020.000       | Solar               |
| 2010 | "I Need a Girl" (hợp tác với G-Dragon)          | 1               | 2.110.274       | Solar               |
| 2010 | "I'll Be There"                                 | 1               | 1.144.411       | Solar International |
| 2013 | "Ringa Linga"                                   | 1               | 854.262         | RISE                |
| 2014 | "Eyes, Nose, Lips" ("눈, 코, 입" Nun, Ko, Ib)   | 1               | 1.834.270       | RISE                |
| 2014 | "Good Boy" (với G-Dragon)                       | 5               | 1.123.416       | YG Hip Hop Project  |

### Các đĩa đơn hợp tác
| Năm  | Tên                                                                | Vị trí cao nhất | Vị trí cao nhất | Album                                |
| Năm  | Tên                                                                | Hàn             | Nhật            | Album                                |
| ---- | ------------------------------------------------------------------ | --------------- | --------------- | ------------------------------------ |
| 2002 | "Unfold at a Higher Place" (GDYB)                                  | —               | —               | YG Family 2nd Album (Why Be Normal?) |
| 2002 | "Everybody Get Down" (SWI.T hợp tác với Taeyang)                   | —               | —               |                                      |
| 2003 | "Player" (Wheesung hợp tác với Taeyang)                            | —               | —               | It's Real                            |
| 2006 | "Run" (Se7en hợp tác với Taeyang)                                  | —               | —               | 24/7                                 |
| 2006 | "Give Me Permission" (Se7en hợp tác với Taeyang)                   | —               | —               | Se7olution                           |
| 2007 | "Get Up" (Lexy hợp tác với Taeyang)                                | —               | —               | Rush                                 |
| 2007 | "Rush" (Lexy hợp tác với Taeyang)                                  | —               | —               | Rush                                 |
| 2007 | "Super Fly" (Lexy hợp tác với Taeyang, G-Dragon và T.O.P.)         | —               | —               | Rush                                 |
| 2007 | "Should Have Loved You Less" (Kim Johan hợp tác với Taeyang)       | —               | —               | Soul Family with Jo Han              |
| 2008 | "Real Talk" (YMGA hợp tác với Taeyang)                             | —               | —               | Made in ROK                          |
| 2009 | "Friend" (T.O.P và Taeyang)                                        | 2               | —               | Friend, Our Legend OST               |
| 2009 | "Korean Dream" (G-Dragon hợp tác với Taeyang)                      | 3               | —               | Heartbreaker                         |
| 2009 | "Hallelujah" (T.O.P, G-Dragon và Taeyang)                          | 1               | —               | IRIS OST                             |
| 2010 | "Fall in Love" (Thelma Aoyama hợp tác với Taeyang)                 | —               | 4               | Love! 2 – Thelma Best Collection     |
| 2011 | "By Instinct Remix" (Swings hợp tác với Taeyang và Yoon Jong Shin) | —               | —               |                                      |
| 2011 | "Tomorrow" (Tablo hợp tác với Taeyang)                             | 2               | —               | Fever's End Part 2                   |
| 2013 | "Let's Talk About Love" (Seungri hợp tác với G-Dragon và Taeyang)  | —               | —               | Let's Talk About Love                |
| 2014 | "Go Crazy" (M-Flo hợp tác với Taeyang)                             | —               | 3               | Future Is WOW                        |
| 2014 | "Rich" (Epik High hợp tác với Taeyang)                             | 6               | -               | Shoebox                              |
| 2023 | "Vibe" (BTS Jimin hợp tác với Taeyang)                             |                 |                 |                                      |

## Các chuyến lưu diễn và buổi biểu diễn solo
- "HOT Concert" (2008)
- "Solar Concert" (2010)
- "Fan Meeting Tour" (2013) (với G-Dragon và Seungri)
- "Rise Busan Concert" (2014)
- "Rise Japan Concert Tour" (2014)
- "Rise Seoul Concert Series" (2014)
- "Rise World Tour" (2015)

## Chiến thắng trên các bảng xếp hạng âm nhạc

### Music BankcủaKBS
| Năm  | Ngày       | Bài hát                                |
| ---- | ---------- | -------------------------------------- |
| 2008 | 7 tháng 7  | "Only Look at Me"                      |
| 2008 | 14 tháng 7 | "Only Look at Me"                      |
| 2008 | 21 tháng 7 | "Only Look at Me"                      |
| 2010 | 16 tháng 7 | "I Need A Girl" (hợp tác với G-Dragon) |
| 2014 | 20 tháng 6 | "Eyes, Nose, Lips"                     |

### InkigayocủaSBS
| Năm  | Ngày        | Bài hát                                |
| ---- | ----------- | -------------------------------------- |
| 2008 | 6 tháng 7   | "Only Look at Me"                      |
| 2008 | 13 tháng 7  | "Only Look at Me"                      |
| 2008 | 20 tháng 7  | "Only Look at Me"                      |
| 2010 | 18 tháng 7  | "I Need A Girl" (hợp tác với G-Dragon) |
| 2010 | 25 tháng 7  | "I Need A Girl" (hợp tác với G-Dragon) |
| 2013 | 24 tháng 11 | "Ringa Linga"                          |
| 2014 | 15 tháng 6  | "Eyes, Nose, Lips"                     |
| 2014 | 22 tháng 6  | "Eyes, Nose, Lips"                     |
| 2014 | 6 tháng 7   | "Eyes, Nose, Lips"                     |
| 2014 | 30 tháng 11 | "Good Boy" (với G-Dragon)              |
| 2015 | 4 tháng 1   | "Good Boy" (với G-Dragon)              |

### M! CountdowncủaMnet
| Năm  | Ngày       | Bài hát                        |
| ---- | ---------- | ------------------------------ |
| 2008 | 19 tháng 6 | "Only Look at Me"              |
| 2008 | 26 tháng 6 | "Only Look at Me"              |
| 2008 | 3 tháng 7  | "Only Look at Me"              |
| 2010 | 8 tháng 7  | "I Need A Girl" (với G-Dragon) |
| 2010 | 15 tháng 7 | "I Need A Girl" (với G-Dragon) |
| 2010 | 2 tháng 9  | "I'll Be There"                |
| 2014 | 12 tháng 6 | "Eyes, Nose, Lips"             |
| 2014 | 19 tháng 6 | "Eyes, Nose, Lips"             |
| 2014 | 3 tháng 7  | "Eyes, Nose, Lips"             |

### Show! Music CorecủaMBC
| Năm  | Ngày       | Bài hát            |
| ---- | ---------- | ------------------ |
| 2014 | 14 tháng 6 | "Eyes, Nose, Lips" |